# Friedrich Schulz (Publizist)
Friedrich Schulz (* 18. Dezember 1925 in Berlin; † 4. Juni 2014 ebenda) war ein deutscher Publizist, Journalist und Schriftsteller.

## Leben
Friedrich Schulz wurde 1925 in Berlin geboren. Nach dem Besuch der Volksschule absolvierte er von 1940 bis 1943 eine Lehre zum Industriekaufmann. 1943 folgte die Einberufung zum Reichsarbeitsdienst nach Pommern auf den Flugplatz Pütnitz bei Damgarten. Während des Fronteinsatzes im Zweiten Weltkrieg kam er von 1944 bis 1948 in sowjetische Kriegsgefangenschaft. Ab 1949 war er in Berlin beim Magistrat tätig. Nach einem Studium war er von 1959 bis 1990 als Journalist und Redakteur beim Deutschen Fernsehfunk, ab 1963 bei Prisma, dem Wirtschafts- und Verbrauchermagazin des DDR-Fernsehens.
Friedrich Schulz war ab den 1960er Jahren regelmäßig im Urlaub auf dem Fischland, Darß und Zingst. Ab den 1980er Jahren kam sein Interesse an dieser Landschaft und ihren regionalen Themen in zahlreichen Zeitungs- und Zeitschriftenbeiträgen zum Ausdruck. Mit dem Eintritt in den Ruhestand ab 1991 begann er mit der Veröffentlichung von rund zwanzig Büchern zum Thema Kunst- und Heimatgeschichte der Region. Das Ahrenshooper Künstlerlexikon wurde dabei zu einem Standardwerk der regionalen Kunstgeschichte.
Sein über die Jahre angelegtes Archiv mit mehr als 2000 Büchern und weiteren Materialien verkaufte er an den Landkreis Nordvorpommern, es kann seit 2000 in Ahrenshoop in der Käthe-Miethe-Bibliothek von der Öffentlichkeit genutzt werden. Aus Dank für sein Engagement bei der Erforschung der Ortsgeschichte und der kulturellen Entwicklung des Künstlerortes Ahrenshoop wurde Friedrich Schulz 2011 anlässlich des 700-jährigen Bestehens der Gemeinde die Ehrenbürgerschaft verliehen.
Friedrich Schulz war seit 1951 verheiratet und Vater von drei Töchtern.  Friedrich Schulz starb im Alter von 88 Jahren in Berlin.

## Schriften (Auswahl)
- Unterwegs in … Ahrenshoop. Verlag Atelier im Bauernhaus, Fischerhude 2012, ISBN 978-3-88132-360-4
- Ein heißer Sommer und vier kalte Winter. Erinnerungen an ein Lebensjahrzehnt. Verlag am Park, Berlin 2011, ISBN 978-3-89793-252-4
- Wolf Karge: Paul Müller-Kaempff: 1861 Oldenburg – Ahrenshoop – Berlin 1941. Mit einem Beitrag von Friedrich Schulz, Verlag Atelier im Bauernhaus, Fischerhude 2006, ISBN 978-3-88132-268-3
- Insel der Feen. Illustrationen: Anke Ulbricht, Bülten-Verlag, Kückenshagen 2006, ISBN 978-3-938510-17-9
- Der Reiz von Meer, Wald und Bodden: ein Heimat-Lesebuch. Illustrationen: Anke Ulbricht, Bd. 2, Scheunenverlag, Kückenshagen 2005, ISBN 3-938398-00-0
- Der Reiz von Meer, Wald und Bodden: ein Heimat-Lesebuch. Illustrationen: Anke Ulbricht, Bd. 1, Scheunenverlag, Kückenshagen 2005, ISBN 3-938398-19-1
- Ahrenshoop: Künstlerkolonie an der Ostsee. Fischerhuder Kunstbuch, Fischerhude 2005, ISBN 3-88132-260-4
- Ahrenshoop: Künstlerlexikon. Verlag Atelier im Bauernhaus, Fischerhude 2001, ISBN 3-88132-292-2
- Ahrenshoop literarisch: ein Lesebuch. Verlag Atelier im Bauernhaus, Fischerhude 1998, ISBN 3-88132-293-0
- Die Halbinseln Darß und Zingst: zwanzig Skizzen zur Natur und Geschichte einer vorpommerschen Boddenlandschaft. Bunte Stube, Ahrenshoop 1998, ISBN 3-929195-08-9
- Ahrenshoop: Streifzüge durch Geschichte und Natur; vier Wanderungen mit Friedrich Schulz durch die Ortsteile Ahrenshoop, Althagen und Niehagen. Bunte Stube, Ahrenshoop 1996, ISBN 3-929195-06-2
- Georg Hülsse, Ahrenshoop. Kunstkaten Ahrenshoop (Hrsg.) 1994
- Vorpommersche Boddenlandschaft und Recknitztal. Mit Elenore Rösel, Neumann, Radebeul 1993, ISBN 3-7402-0127-4
- Ahrenshoop: die Geschichte eines Dorfes zwischen Fischland und Darss. Verlag Atelier im Bauernhaus, Fischerhude 1992, ISBN 3-88132-290-6
- Der Darss: Streifzüge in die Natur und Geschichte einer vorpommerschen Küstenlandschaft. Mit. Ill. von Theodor Schultze-Jasmer, Bunte Stube, Ahrenshoop 1991/1994, DNB 944506372